# Петрово (Черниговская область)
Петро́во (укр. Петро́ве) — село Черниговского района Черниговской области Украины. Население 36 человек.
Код КОАТУУ: 7425581003. Почтовый индекс: 15532. Телефонный код: +380 462.

## Власть
Орган местного самоуправления — Боромыковский сельский совет. Почтовый адрес: 15532, Черниговская обл., Черниговский р-н, с. Боромыки, ул. Музыченко, 17.

## Транспорт
По территории села проходит автодорога районного значения Р-12.

## Галерея

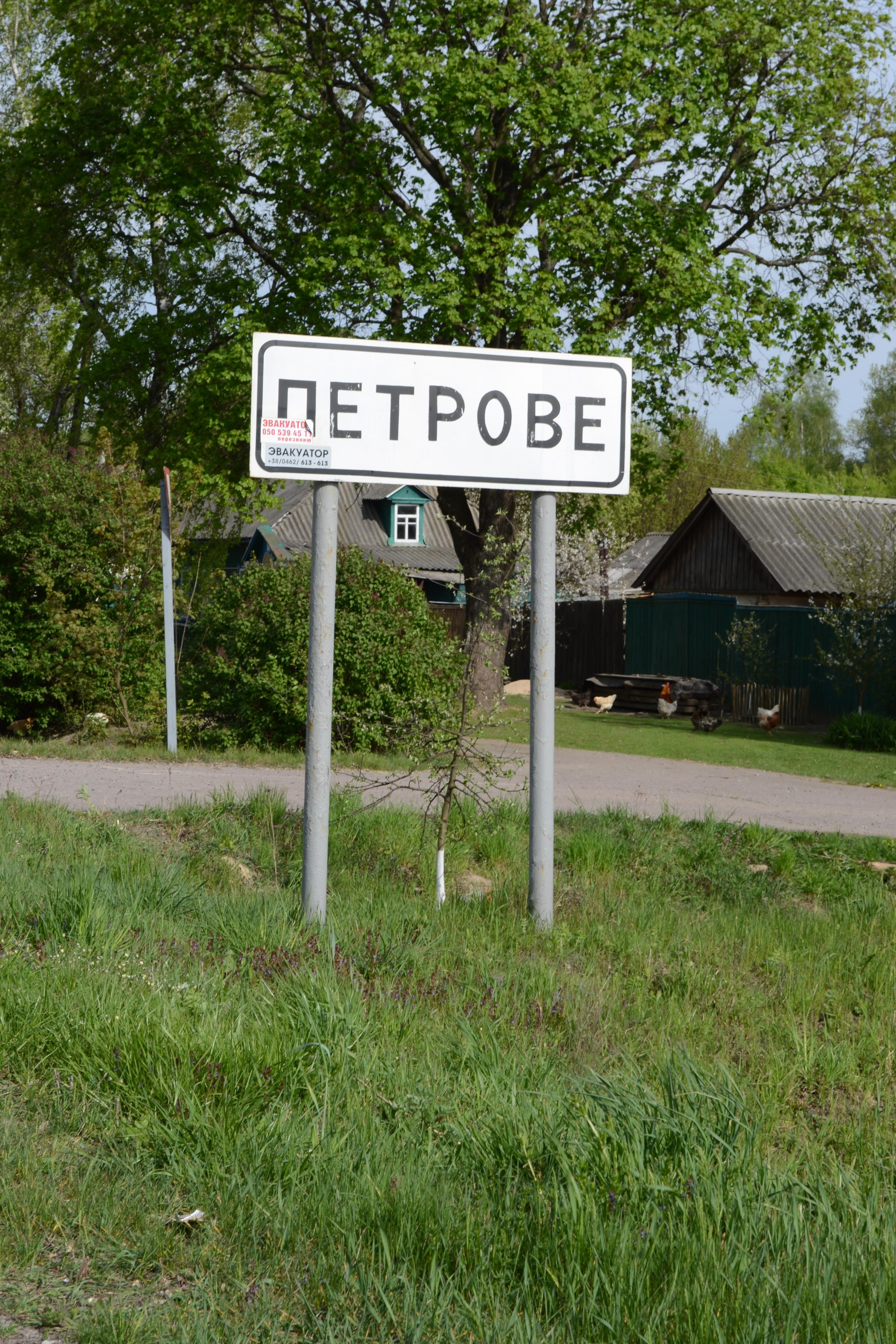
Въезд в село
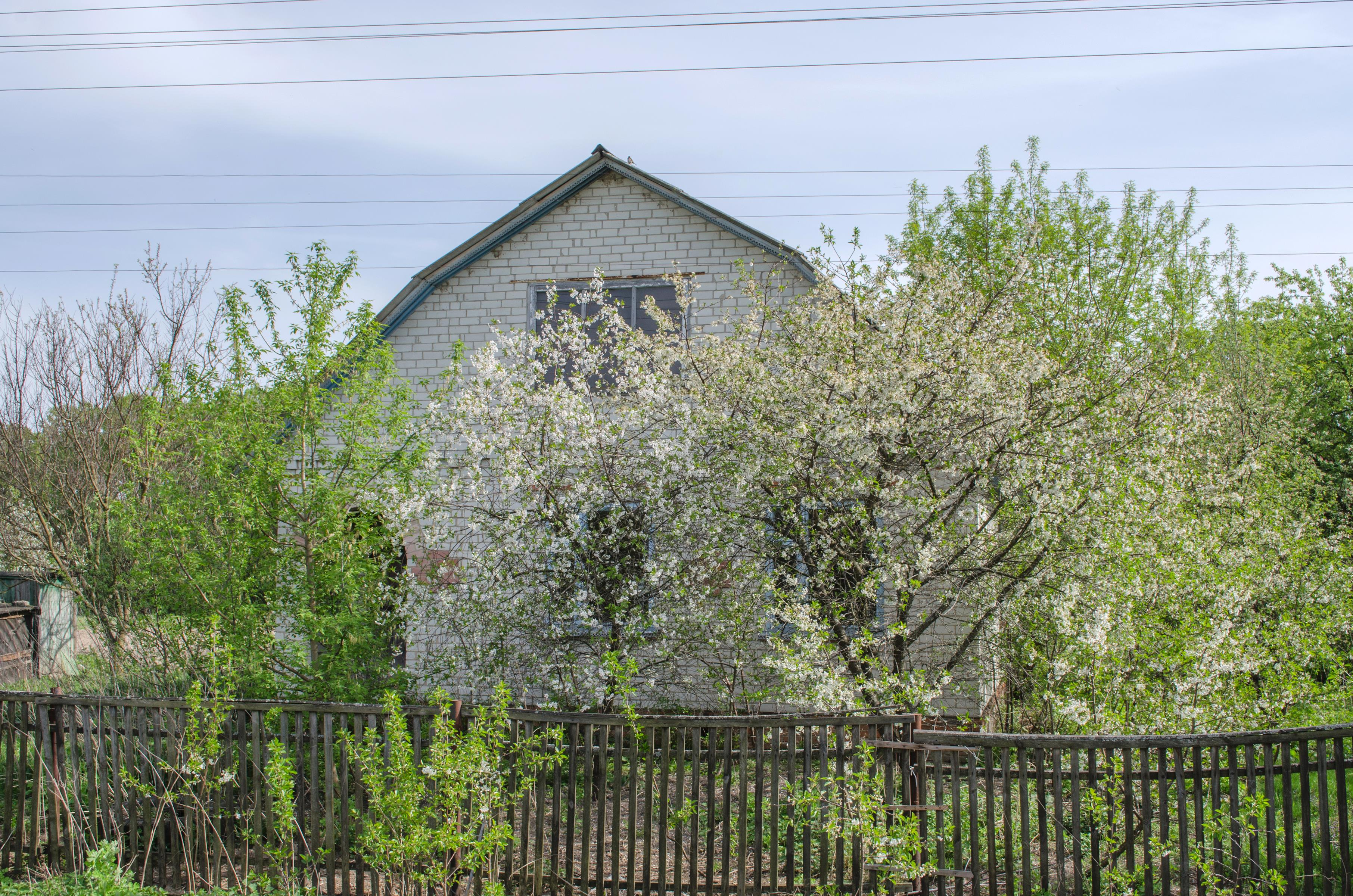
Цветущий двор
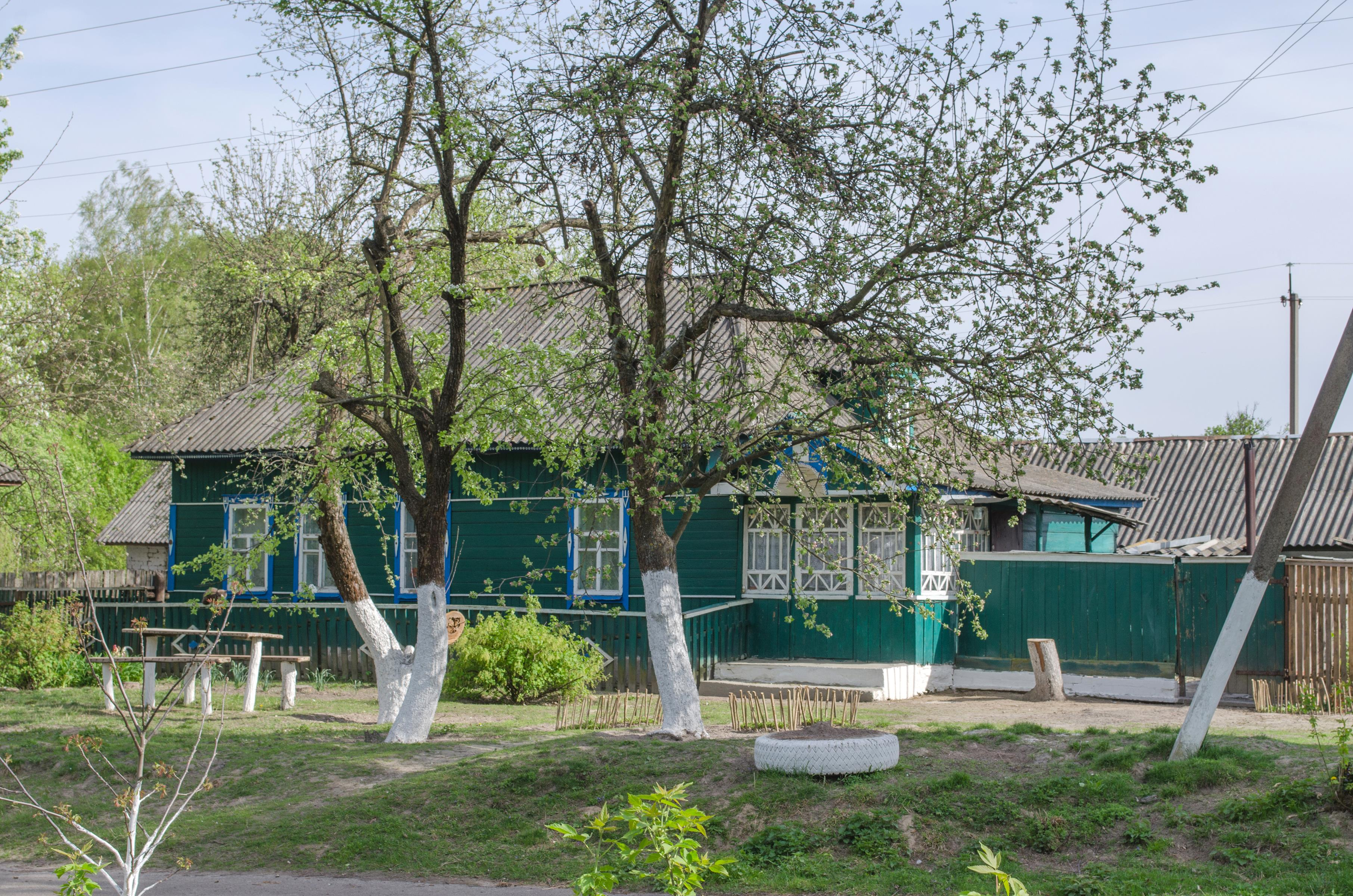
Жилой дом
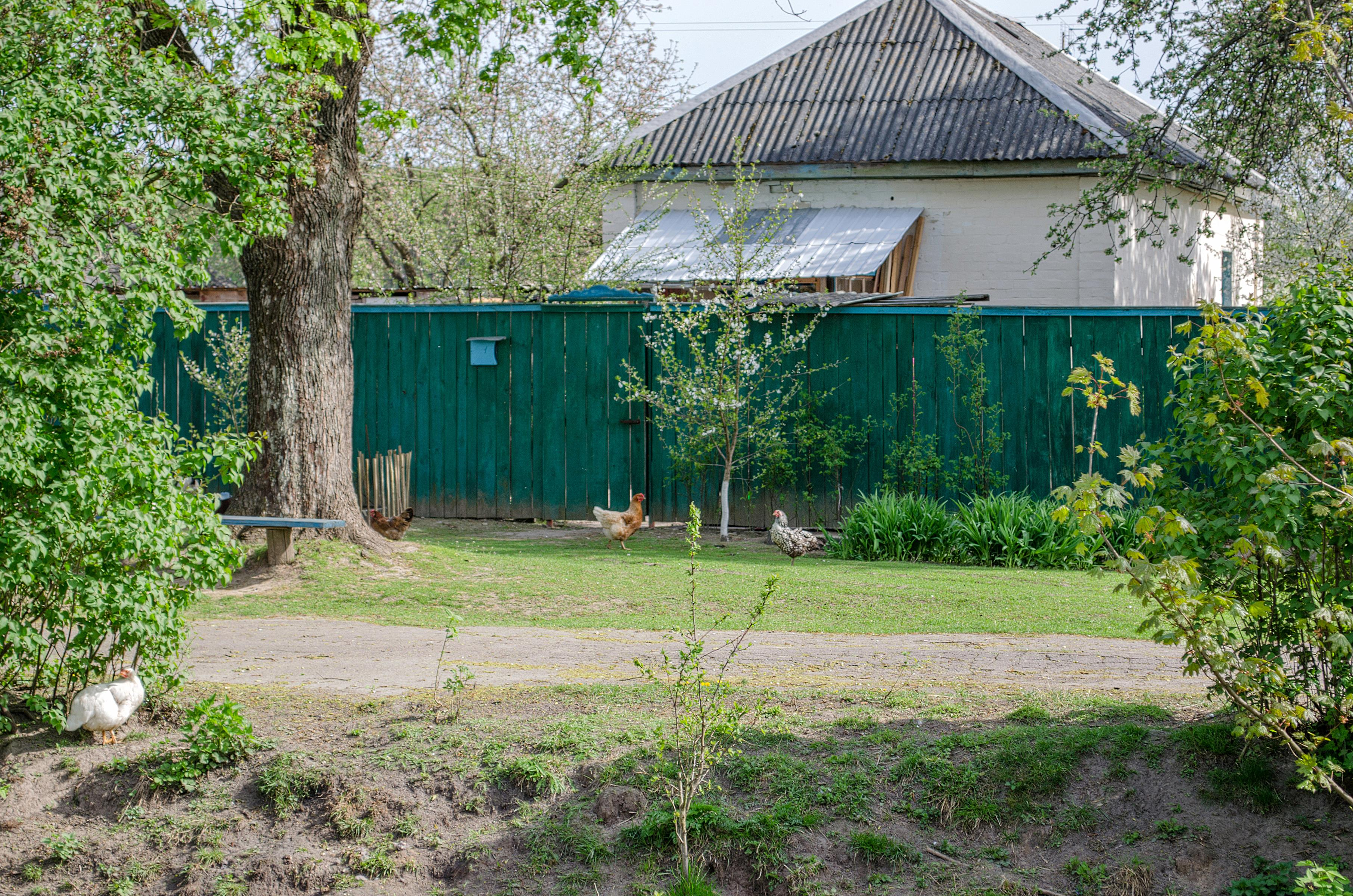
На улице
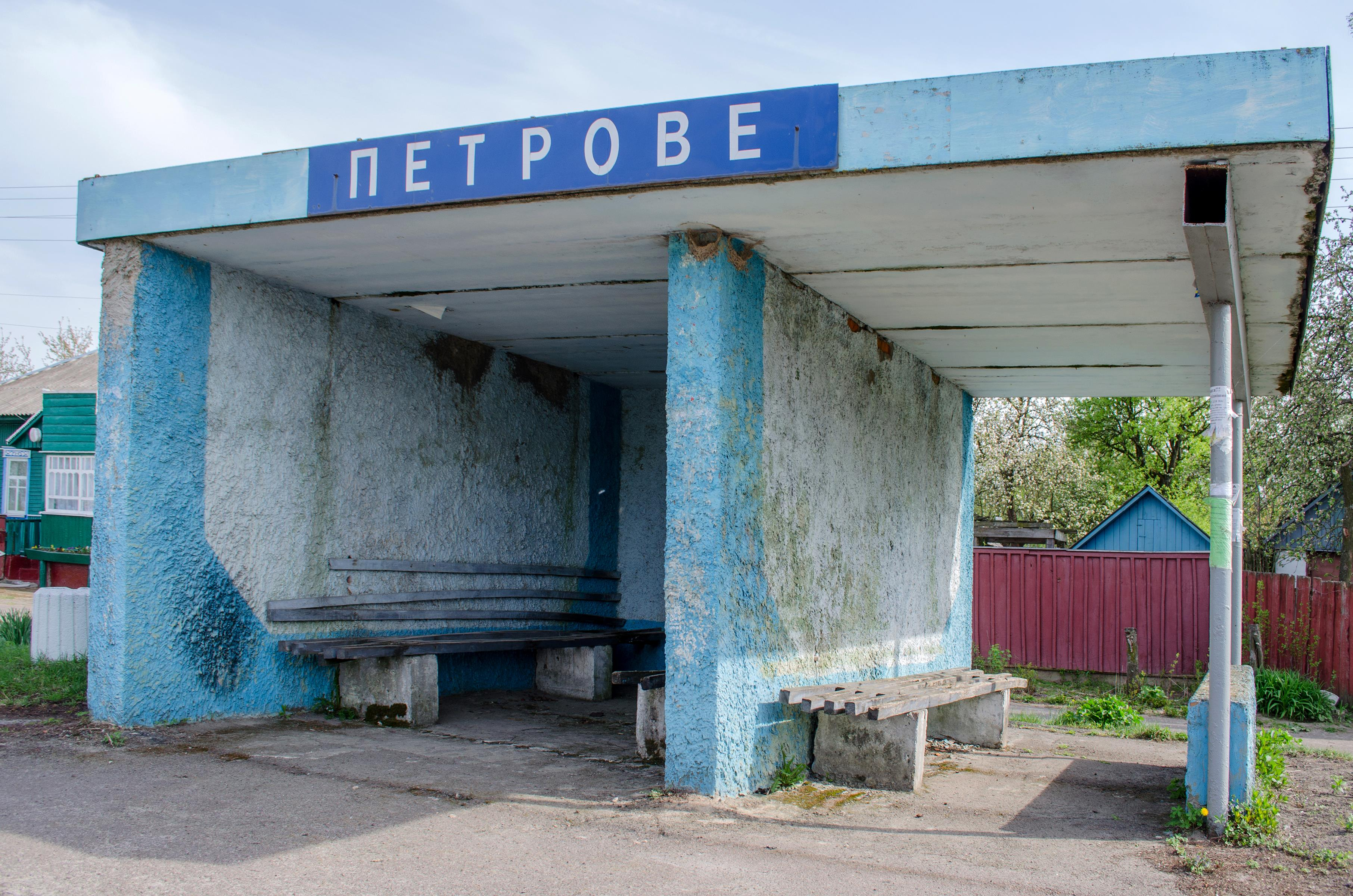
Остановка